# Shall We Dance? (film fra 2004)
 For alternative betydninger, se Shall We Dance?. (Se også artikler, som begynder med Shall We Dance?)
Shall We Dance? er en amerikansk film fra 2004, der er en genindspilning af den prisbelønnede japanske film af samme navn fra 1996, skrevet og instrueret af Masayuki Suo. Filmen havde sin amerikanske premiere på Hawaii International Film Festival.

## Plot
John Clark er en advokat med en charmerende kone og kærlig familie, som ikke desto mindre føler, at der mangler noget. Hver aften på hans vej hjem gennem Chicago, ser John en smuk kvinde og stirrede med et tabt udtryk igennem vinduet i et dansestudie. Plaget af hendes blik, springer John impulsivt ud af toget en aften i håb om at møde hende.
I første omgang ser det ud, som en fejltagelse. Hans lærer viser sig ikke at være Paulina, men den ældre Mitzi, og John viser sig at være lige så klodset, som hans lige klassekammerater Chic og Vern på dansegulvet. Da han gør møder Paulina, fortæller hun John, at hun håber han er kommet til studiet, for at for alvor at studere dans og ikke at lede efter en date. Men da hans lektioner fortsætter, forelsker John sig i dans. Imens han holde sin nye besættelse hemmelig for sin familie og medarbejdere, træner John febrilsk til Chicago største dansekonkurrence. Hans venskab med Paulina blomster, da hans begejstring, genskaber hendes egen tabte passion for dans. Men jo mere tid John tilbringer væk fra hjemmet, jo mere bliver hans kone Beverly mistænksom. Hun hyrer en privatdetektiv for at finde ud af, hvad John gør, men da hun finder ud af sandheden, vælger hun at afbryde undersøgelsen, og ikke invadere hendes mands privatliv.

## Medvirkende
- Richard Gere som John Clark
- Jennifer Lopez som Paulina
- Susan Sarandon som Beverly Clark
- Lisa Ann Walter som Bobbie
- Stanley Tucci som Link Peterson
- Anita Gillette som Miss Mitzi
- Bobby Cannavalesoms Chic
- Omar Miller som Vern
- Tamara Hope som Jenna Clark
- Stark Sands som Evan Clark
- Richard Jenkins spm Devine
- Nick Cannon som Scott
- Karina Smirnoff som Link's Pouty dansepartner
- Mýa Harrison som Vern's forlovede
- Ja Rule som Hip-Hop Bar Performer
- Tony Dovolani som Slick Willy
- Cesar Corrales som danser
- Slavik Kryklyvyy asomPaulina's Pro Ballroom (finale)

## Eksterne Henvisninger
- Shall We Dance? på Internet Movie Database (engelsk)
- Shall We Dance? på Filmdatabasen
- Shall We Dance? på Scope
- Shall We Dance? i Svensk Filmdatabas (svensk)
- Shall We Dance? i Svensk mediedatabas (svensk)
- Shall We Dance? på AlloCiné (fransk)
- Shall We Dance? på MovieMeter (nederlandsk)
- Shall We Dance? på AllMovie (engelsk)
- Shall We Dance? hos American Film Institute (engelsk)
- Shall We Dance? hos British Film Institute (engelsk)